# Syrisk kristendom
Syrisk kristendom utgör en del av östlig kristendom med syriska som liturgiskt språk. Gruppen omfattar flera olika kyrkor med ursprung i Mellanöstern, som spred sig tidigt till Kerala, Indien. Tidiga företrädare är Tatianus och Efraim syrern. En del av dessa kyrkor låg utanför det Romerska riket och denna politiska skillnad hänger tillsammans med en läroskillnad. Kyrkorna i sassanidernas rike fördömde inte Nestorius lära och de kallas för nestorianer eller dyofysiter. De västsyriska kyrkorna påverkades starkt av Jakob Baradaeus och de kallas ofta för jakobiter. Inom båda riktningar finns det katolska östkyrkor, kyrkor som nu erkänner påven i Rom.

## Kyrkor av den syriska traditionen
- Syrisk-ortodoxa kyrkan
- Österns kyrkor:
  - Österns assyriska kyrka
  - Kaldeisk-katolska kyrkan
- Syrisk-katolska kyrkan
- Maronitiska kyrkan
- Tomaskristna